# 伊朗反抗力量全國議會
伊朗反抗力量全國議會（羅馬化：Šurā-ye melli-e moqāwemat-e Īrān）在1981年於法國成立，是「伊朗反抗力量」的流亡議會。它亦是伊朗五個反對派的聯合組織，當中以伊朗人民聖戰組織為最大的派別。
議會的候任主席是現時居住在巴黎的瑪麗亞姆·拉賈維（Maryam Rajavi），而主席穆薩德·拉賈維（Massoud Rajavi）在伊拉克戰爭後便沒有再露面，估計他現時正在藏身在某處。伊朗反抗力量全國議會在伊朗政府、歐盟及美國的政經交流對話之間的地位具備爭議性，對於伊朗反抗力量全國議會是否伊朗人民聖戰組織的掩護組織及是否牽涉恐怖主義亦存疑，抑或它只是「為伊朗民主奮鬥的合法異見組織」。
2008年2月20日在布魯塞爾舉行的記者會上，伊朗反抗力量全國議會宣稱德黑蘭有一處隱蔽的核設施。

## 歷史
伊朗反抗力量全國議會由伊朗人民聖戰組織首領穆薩德·拉賈維及伊朗前總統阿伯爾哈桑·巴尼薩德爾成立，使伊朗民族解放陣線及伊朗庫爾德民主黨站在同一陣線。後來，「兩伊戰爭期間，全國議會支持伊拉克的暴力活動令民族解放陣線及巴尼薩德爾退出」了全國議會。伊朗反抗力量全國議會在現今只是伊朗人民聖戰組織的「別名」或「其中一個名稱」。

## 流亡議會
伊朗反抗力量全國議會的成員超過500人，包括各宗教及種族的代表，如庫爾德人、俾路支人、亞美尼亞人、猶太人及祅教徒，他們代表著伊朗政治趨勢的光譜。作為流亡議會，伊朗反抗力量全國議會旨在在伊朗成立民主和世俗的政府。
伊朗反抗力量全國議會的成員當中一半是女性，五個組織也是議會的成員，包括伊朗人民聖戰組織。

## 六個月臨時政府
一旦伊斯蘭政府倒台，全國議會的25個委員會會組成臨時聯合政府，委員會主席都是顯赫的政治人物及該領域的專家。
臨時政府只會執政六個月，主要職責是要在任內舉行國家立法及國民代表大會的選舉，將權力移交給伊朗人民的代表。

## 候任主席
1993年8月，伊朗反抗力量全國議會一致通過選舉瑪麗亞姆·拉賈維（Maryam Rajavi）為過渡時期的議會候任主席。當政權被推翻後，她要在任內監督權力和平移交給伊朗人民。瑪麗亞姆·拉賈維在1953年出生在德黑蘭，持有冶金學位。伊朗沙阿（國王）處死了她的姐妹娜葛絲，何梅尼政權殺死了她的另一名懷孕當中的姐妹馬蘇曼娜。瑪麗亞姆·拉賈維是1970年代反沙阿學生運動的領袖。
瑪麗亞姆·拉賈維在1995年6月16日於德國多蒙特向15000名伊朗人發表講話，宣佈未來伊朗的《基本自由憲章》。在1996年6月，她又在倫敦厄爾斯考特向25000名伊朗人發表講話。

## 政綱

### 人權
伊朗反抗力量全國議會承諾會履行《世界人權宣言》及所有有關人權的國際條約，包括「結社自由、思想及言論自由、新聞自由、宗教自由、遊行示威自由、擇業自由及禁止侵害個人及社會權利」。

### 婦女
伊朗反抗力量全國議會承認「婦女在所有選舉投票裡的參選權、選舉權及投票權」、「就業和擇業權、公職權，包括總統及法官」、「服飾穿著權」、「不受歧視地運用教育、體育及藝術資源和參與體育及藝術比賽和活動」。

### 經濟
全國議會認同國家資本主義、市場經濟、私有制、企業及私人投資，並強調應用新科學和技術的需要，又視與工業國家的關係對重建伊朗經濟是不可或缺的。

### 宗教自由
全國議會相信政教分離，根據全國議會的承認，「對各種宗教和教派追隨者享受他們的個人及社會權利的任何方式的歧視都予以禁止。任何公民在選舉提名權、投票、就業、教育、成為法官及其他個人和社會權利上不因任何宗教信仰而享有特權及受到剝削」。

### 少數民族
全國議會認可所有種族及少數民族的權利，議會已採納了伊朗庫爾德人自治的方案，指明除了涉及外交、國防、國家安全、對外貿易及海關事務，「庫爾德自治區所有事務的行政權都屬於自治區當局」。

### 國際關係
全國議會的外交政策主張獨立自主、尊重《聯合國憲章》及國際公約和條約、睦鄰友好、國際及地區性合作及不干預他國內政。全國議會支持中東和平進程，致力於維持和保護中東和平及穩定，譴責任何侵略及擴張政策，又反對核擴散、生產大殺傷力武器和彈道導彈。

## 指定為恐怖組織
伊朗伊斯蘭共和國視伊朗反抗力量全國議會為恐怖組織，美國也將議會列為外國恐怖組織。美國稱伊朗反抗力量全國議會「不是一個獨立組織，而是伊朗人民聖戰組織的一部分」，伊朗反抗力量全國議會是伊朗人民聖戰組織的「政治分支」。不過，美國高級官員如迪克·阿米（Dick Armey，前眾議院多數黨領袖）認為國務院從一開始便錯誤地把伊朗人民聖戰組織列為恐怖組織。阿里禮薩·賈法薩德（Alireza Jafarzadeh）曾經是伊朗反抗力量全國議會在美國的代理人，直至美國國務院在2002年以全國議會只是伊朗人民聖戰組織的掩護組織為由關閉了其在華盛頓的辦公室，從那時開始，伊朗反抗力量全國議會便被列為恐怖組織。有言論認為，將伊朗反抗力量全國議會和伊朗人民聖戰組織列為恐怖組織是對伊朗神權政權示意，而不是基於事實。根據《華爾街日報》，「克林頓的資深外交官認為伊朗人民聖戰組織是與德蘭建立友好關係的談判籌碼」，《華爾街日報》進一步說明，當時擔任近東事務助理國務卿的馬丁·安迪克（Martin Indyk）表示，美國國務院在1997年將伊朗人民聖戰組織列為恐怖組織是希望與德黑蘭的改革派建立友好關係的信號。馬丁·安迪克又說哈塔米政府「認為這是一個重大的交易」。
歐盟在2004年5月暗示伊朗反抗力量全國議會是伊朗人民聖戰組織的一部分，但將伊朗反抗力量全國議會排除在恐怖組織名單內，而恐怖組織名單上的伊朗人民聖戰組織不包括伊朗反抗力量全國議會。2009年1月26日，歐盟部長理事會同意將伊朗人民聖戰組織除名，伊朗人民聖戰組織稱這是「七年來法律和政治抗爭」的成果。
英國外交及聯邦事務部中東部門在2006年初表示，「伊朗的核計劃18年來隱瞞了國際原子能機構，有賴伊朗反抗力量全國議會的披露才得以讓公眾認知，被國際高度關注」。與此同時，外交及聯邦事務部伊朗部門的前主管邁克爾·阿克斯沃西稱伊朗反抗力量全國議會是「伊朗人民聖戰組織嚴密的掩護組織，認為他們並不可靠」。

## 結構
議會每名成員有一票在手，所有決定採用簡單多數制決定。如果伊朗政府被移除權力，議會的25個委員會會組成臨時聯合政府的基礎部分。

## 外部連結
- （英文）伊朗反抗力量全國議會官方網站 （页面存档备份，存于）
- （英文）伊朗反抗力量全國議會 （页面存档备份，存于）